# 尼克·亞登哈特
尼古拉斯·詹姆斯·亞登哈特（Nicholas James Adenhart，1986年8月24日—2009年4月9日）曾是美國職棒大聯盟洛杉磯安那罕天使的投手。2009年4月9日在一場車禍中不幸去世。

## 棒球生涯
亞登哈特在高中時期就是一位非常被看好的投手，2003年他被美國棒球雜誌評選為年度最優秀的青年球員。2004年春天他還曾投出一場7局的完全比賽，在那場比賽中他三振了15名打者。
亞登哈特原本認為會在2004年的大聯盟選秀大會中第一輪被選中，但就在選秀前的一個月他的右手肘韌帶斷裂，不得不進行湯米·約翰手術。因此直到了第14輪亞登哈特才被洛杉磯安那罕天使隊選中。
之後的一年亞登哈特都在進行手肘韌帶復原。2005年6月25日，亞登哈特在先鋒聯盟初登板，開始了他的職業生涯。
亞登哈特在天使農場的新秀排名中一直名列前茅，2006年他排名天使隊第6，2007年和2008年均名列天使隊新秀排名第2，2009年更是排名第1。
2008年5月1日，亞登哈特在大聯盟初登板，在面對奧克蘭運動家的比賽中他主投2局失掉5分自責分，最終無關勝敗。5月12日亞登哈特在對芝加哥白襪的比賽中拿到了他在大聯盟的第一勝，也是唯一的一勝。這個賽季他在大聯盟先發3場，在12局的投球中投出13次四壞球保送，被打出18支安打，掉了12分自責分，防禦率高達9.00。
由於天使隊先發投手群大規模的傷病，亞登哈特在2009年的開季就進入了先發輪值表。4月8日他在對奧克蘭運動家的比賽中主投6局無失分。

## 車禍
就在投完對奧克蘭運動家比賽的第二天深夜，亞登哈特在加利福尼亞州的富勒頓發生車禍，不幸去世。警方報告這起車禍是由於一輛廂式旅行車闖紅燈，撞上亞登哈特所在的三菱日冕，他們的車之後又撞到了燈柱上。當時車上有4人，兩名乘客當場死亡，亞登哈特則是在送往醫院後宣佈不治身亡。肇事司機在發生事故後逃離現場，但在之後被逮捕。4月10日，肇事司機以謀殺、逃逸、酒醉駕駛被起訴。
為了紀念亞登哈特，2009賽季剩下的比賽天使隊所有球員將身穿胸前印有亞登哈特背號〈34號〉的球衣，他在更衣室裡的位置也將保留。印有亞登哈特名字和背號的黑白照片也將貼在天使隊主場中外野的牆上。

## 職棒生涯成績
| Year      | Tm        | W | L | W-L%  | ERA  | G | GS | CG | SHO | SV | IP   | H  | HR | BB | IBB | SO | WHIP |
| 2008      | LAA       | 1 | 0 | 1.000 | 9.00 | 3 | 3  | 0  | 0   | 0  | 12.0 | 18 | 0  | 13 | 0   | 4  | 2.58 |
| 2009      | LAA       | 0 | 0 |       | 0.00 | 1 | 1  | 0  | 0   | 0  | 6.0  | 7  | 0  | 3  | 0   | 5  | 1.66 |
| 2 Seasons | 2 Seasons | 1 | 0 | 1.000 | 6.00 | 4 | 4  | 0  | 0   | 0  | 18.0 | 25 | 0  | 16 | 0   | 9  | 2.27 |

## 外部連結
- 球員資訊和成績在MLB，ESPN，Baseball-Reference，Fangraphs，The Baseball Cube（英文）